# Научене
Научене (болг. Научене) — село в Болгарии. Находится в Сливенской области, входит в общину Нова-Загора. Население составляет 174 человека.

## Политическая ситуация
Научене подчиняется непосредственно общине и не имеет своего кмета.
Кмет (мэр) общины Нова-Загора — Николай Георгиев Грозев (Граждане за европейское развитие Болгарии (ГЕРБ)) по результатам выборов.